# Гало (језик)
Гало је регионални романски језик који се говори у Француској, на истоку Бретање. Припада групи оилских језика, дијалекатског континуума којим се говори на сјеверу Француске, док се на југу говори окситански језик и његови дијалекти, а на истоку (тромеђи Француске, Швајцарске и Италије) франко-провансалски језик. Данас овај језик нема званичан статус, и сматра се „исквареним дијалектом” француског језика. Језиком говори мали број људи, већином старијих особа.